# Колесников Аркадій Георгійович
Аркадій Георгійович Колесников (5 грудня 1907, Юрбург (нині Юрбаркас, Литва) — 4 квітня 1978, Севастополь) — вчений у галузі геофізичних і фізичних досліджень Світового океану, доктор фізико-математичних наук (1943), професор (1947), член-кореспондент АН УРСР (1964), академік АН УРСР (1967), заступник директора (1961–1962), директор (1962—1974), завідувач відділу (1974–1975) Морського гідрофізичного інституту АН УРСР, Лауреат Державної премії СРСР (1970) та Державної премії України в галузі науки й техніки (1979).

## Біографія
Народився 5 грудня 1907 р. у м. Юрбурзі Росієнського повіту Ковенської губернії (нині Юрбаркас, Литва).
У 1930 р. закінчив Московське вище технічне училище імені Баумана. З 1932 по 1935 рр. навчався в аспірантурі Московського держуніверситету ім. М. В. Ломоносова. Кандидат фізико-математичних наук (1937), доктор фізико-математичних наук (1943), завідувач кафедри фізики моря і вод суходолу фізичного факультету Московського університету (1944–1962). Деякий час працював науковим співробітником Всесоюзного теплотехнічного інституту, а потім в Інституті теоретичної фізики АН СРСР.
Вся подальша наукова діяльність А. Г. Колесникова пов'язана з Морським гідрофізичним інститутом АН СРСР. У 1961 р. МГІ АН СРСР було передано до АН УРСР, де А. Г. Колесников тривалий час перебував на посаді директора (1962 — 1974). Під його керівництвом було започатковано новий напрям наукової діяльності, пов'язаний з розробкою автоматизованої системи збору, передачі й опрацювання інформації про фізичні поля океану. Були узагальнені результати багаторічних міжнародних досліджень Тропічної Атлантики, практичним завершенням яких стало видання Міжурядовою океанографічною комісією ЮНЕСКО двотомника «Океанографіччний атлас Тропічної Атлантики» (1976).
Одночасно з науковою роботою А. Г. Колесников з 1944 р. викладає на кафедрі фізики моря і вод суші фізичного факультету МДУ. З 1947 по 1962 — завідувач кафедри. За цей проміжок часу він підготував 40 кандидатів і 6 докторів наук.

Академік А. Г. Колесников виконував велику науково-організаційну й громадську роботу, брав участь у роботі багатьох міжнародних нарад, з'їздів, симпозіумів, представляв Україну в міжнародних організаціях. Активна наукова й педагогічна діяльність вченого була відзначена багатьма високими урядовими нагородами.

Могила Аркадія Колесникова

Аркадій Георгійович пішов із життя 4 квітня 1978 року. Похований з почестями на кладовищі Комунарів у Севастополі.

## Праці
Основні праці Аркадія Георгійовича присвячені дослідженням у галузі терміки моря, океанічної турбулентності, турбулентності обміну в приводному шарі «атмосфера-океан», методам розрахунку швидкості зростання льоду на морях, водосховищах та річках, розробці гідрофізичних вимірювальних комплексів і автоматизованих систем. Протягом 40-річної наукової діяльності А. Г. Колесников опублікував більше 200 наукових праць, присвячених різним аспектам фізики Світового океану, зокрема,:
- «О соотношении между коэффициентами турбулентности и теплообмена в природном слое атмосферы» (1958),
- «Гидрофизические и гидрохимические исследования в Тропической зоне Атлантического океана» (1965),
- «Течение Ломоносова» (1966),
- «Структура и принципы построения автоматизированной информационной системы для океанографических исследований» (1967),
- «К обоснованию метода исследования турбулентного океана по распространению в нем оптических и акустических волн» (1967) та інші.